# Jesper Petersen (forsker)
 Der er flere personer med dette navn, se Jesper Petersen (flertydig).
Jesper Petersen er en dansk islamforsker, der er lektor ved Københavns Universitets teologiske fakultet på Afdeling for Bibelsk Eksegese. Han forsker blandt andet i danske muslimers praktisering af sharia og i ikkemuslimsk islam. Han har sammen med Niels Valdemar Vinding vundet Forlaget Samfundslitteraturs lærebogspris, der er Danmarks største faglitterære pris, i forbindelse med bogen "Sharia og samfund. Islamisk ret, etik og praksis i Danmark". I 2024 modtog han en Sapere Aude-bevilling fra  Danmarks Frie Forskningsfond til forskning i ikkemuslimsk islam.

## Baggrund
Petersen er student fra Greve Gymnasium. I gymnasiet drømte han oprindelig om at blive fysiker, men inspireret af flere meget dygtige undervisere drejede hans interesse i retning af de humanistiske fag, og han endte derfor med at læse religionsvidenskab. Han tog sin ph.d. ved Lunds Universitet i 2020 og har siden blandt andet været førsteamanuensis i religionsvidenskab på Universitetet i Stavanger.

## Forskning
Jesper Petersens hovedforskningsområde er forskningsprojektet ikkemuslimsk islam. Han har desuden beskæftiget sig med danske muslimers praktisering af sharia, med islamisk feminisme og med LGBTQ-islam. Hans forskning anvender en antropologisk tilgang og er i høj grad baseret på feltarbejde.

### Shariapraksis i Danmark
Petersen udgav sammen med Niels Valdemar Vinding i 2020 bogen "Sharia og samfund. Islamisk ret, etik og praksis i Danmark" på Forlaget Samfundslitteratur. Inden udgivelsen havde de to forfattere vundet forlagets lærebogspris, der med 100.000 kr. er Danmarks største faglitterære pris. Bogen undersøger, hvordan sharia praktiseres i danske muslimers hverdag fremfor på, hvordan sharia beskrives i Koranen eller andre dele af islams tekstunivers.

### Ikkemuslimsk islam
Petersen er sammen med sin medforfatter Anders Ackfeldt ophavsmand til begrebet ikkemuslimsk islam, dvs. fortolkninger af islam, der er skabt af ikkemuslimer, og som ikke er orienteret mod troen på Allah. Begrebet optræder mange steder, også i Danmark og Europa, eksempelvis i fiktion, religionskritik, journalistik, offentlig debat, politik og i konspirationsteorier og terrorisme mod muslimer. Begrebet er analytisk og i udgangspunktet neutralt, selvom fortolkningerne også kan være polemiske.
Petersen og Ackfeldt navngav begrebet i en forskningsartikel fra 2022 ”The Case for Studying Non-Muslim Islams” og fulgte op med antologien "The Production and Consumption of Non-Muslim Islams", der er udset til at udkomme på Edinburgh University Press i 2025. I juni 2024 modtog Petersen en Sapere Aude-bevilling fra Danmarks Frie Forskningsfond til at forske i ikke-muslimsk islam i perioden 2024-2027.

## Offentlig debat
Petersen har desuden optrådt i medierne i en række sammenhænge, normalt i forbindelse med spørgsmål om islam i Danmark. Det gælder blandt andet islamiske ægteskaber og brugen af hijab. Han kritiserede i 2022 i TV 2 et forslag om at forbyde tørklæder. I 2024 offentliggjorde han sammen med sin forskningskollega Niels Valdemar Vinding 14 anbefalinger til, hvordan de danske myndigheder kan hjælpe kvinder, der gerne vil ud af et islamisk ægteskab imod mandens vilje.